# Ken Griffey Jr.'s Winning Run
Ken Griffey Jr.'s Winning Run es un videojuego de béisbol desarrollado por Rare para Super Nintendo Entertainment System que lleva el nombre del jugador de béisbol Ken Griffey Jr. Es la continuación del anterior Ken Griffey Jr. Presents Major League Baseball de Nintendo. Dos años más tarde, Nintendo lanzó otro juego protagonizado por Griffey, Major League Baseball con Ken Griffey Jr., para Nintendo 64.
El título del juego se deriva de la jugada final de la Serie Divisional de la Liga Americana de 1995 entre los Seattle Mariners y los New York Yankees. En una jugada a la que a veces se le atribuye "salvar el béisbol en Seattle", Griffey anotó la carrera ganadora del juego desde la primera base, en una jugada cerrada en la parte baja de la undécima entrada.
Debido a la ausencia de una licencia de la Asociación de Jugadores de Béisbol de Grandes Ligas, Griffey es el único jugador en el juego que usa su nombre real.

## Jugabilidad
El juego presenta a los 28 equipos de la MLB que existían en ese momento, aunque jugar una temporada completa de 162 juegos desbloquea la opción de jugar contra los dos equipos de expansión de 1998, los Tampa Bay Devil Rays y los Arizona Diamondbacks (que fueron fundados en 1995 pero no No empezará a jugar hasta 1998). El juego incluye un modo de franquicia, un modo MLB Challenge, un juego de exhibición (un solo juego) y un modo All-Star Game, que incluye un modo de derbi de jonrones. A diferencia de su predecesor, la mayoría de los estadios del juego son genéricos y los Astros de Houston juegan sobre césped natural en el Astrodome. Desde la caja de bateo, la mayoría de los otros estadios parecen auténticos, pero una vez que la pelota va hacia la pista de advertencia, las paredes de los jardines a ambos lados tienen una pared grande y el centro izquierdo/campo central/centro derecho tienen una pequeña pared de los jardines. En Wrigley Field, la hiedra es visible desde la caja de bateo, pero una vez que la pelota va hacia la pared del jardín, no hay hiedra verde característica.
Este fue uno de los primeros videojuegos en tener uniformes alternativos para un juego deportivo. La computadora selecciona aleatoriamente el estándar de local y visitante, o una alternativa "de color". En algunos casos, el equipo local vestirá su uniforme gris, mientras que el equipo visitante vestirá un uniforme blanco alternativo o estándar.
Los jonrones son mucho más difíciles que en su predecesor, ya que el lanzamiento es la clave principal de este juego.[cita requerida]

## Recepción
Winning Run de Ken Griffey Jr. recibió críticas mayormente positivas. 
Air Hendrix le dio al juego una puntuación casi perfecta en GamePro: 5 sobre 5 tanto en gráficos como en sonido, y 4,5 sobre 5 en control y FunFactor. Resumió que "con una jugabilidad realista, llena de acción y gráficos magníficos, Winning Run se pasea fácilmente por el plato". Sintió que el juego conserva su sensación auténtica a pesar de que Griffey es el único jugador real, ya que las habilidades y apariencias de los jugadores ficticios siguen el modelo de sus homólogos del mundo real.
Los dos críticos deportivos de Electronic Gaming Monthly le dieron al juego una puntuación unánime de 8 sobre 10, diciendo que ha mejorado mucho los gráficos y las animaciones de los jugadores con respecto al original (Ken Griffey Jr. Presents Major League Baseball). Un crítico de Next Generation elogió el color intenso, la animación suave y "realmente extravagante", el sonido envolvente, la interfaz fácil de dominar y la conservación de la sólida jugabilidad estilo arcade del juego original. Concluyó: "Si tienes una Super NES e incluso te gusta el béisbol, entonces esta es la indicada". IGN clasificó el juego en el puesto 52 entre sus 100 mejores juegos de SNES.